# 馬曉軍
马晓军（1881年—1959年2月23日），字翰东，广西容县人，中华民国陆军中将。

## 生平

### 早年生涯
马晓军是广西省容县松山镇慈堂村人。父亲马丽南，母亲覃氏。兄弟五人，马晓军排行第二。马晓军幼年参加童试，以县试第一名的成绩考取梧州府学员，中秀才。后来，马晓军被选送保定陆军速成学堂学习，随即被陆军选送到日本振武学校，补习普通科三年，转联队为入伍生。在东京时，马晓军加入中国同盟会。
受训期刚满，1911年辛亥革命爆发，马晓军当即归国参加革命，任南京留守府参谋兼学生军队长。南北议和之后，马晓军回到广西，担任混成旅参谋。1913年二次革命失败后，马晓军流亡日本，入日本陆军士官学校中国学生队第十期步兵科。1915年毕业后返回北京，在陆军第十师见习。同年，奉蔡锷之命返回广西。途经南京时，遭袁世凯的手下发现并扣留数日，脱险之后回到广西。马晓军与广西当局矛盾重重，但为事业发展，只好迁就广西当局。1917年，马晓军在广西督军府任中校参谋。

### 创办模范营
此时，马晓军向广西督军陈炳焜建议创办陆军模范营，获得陈炳焜采纳，马晓军被陈炳焜任命为该营营长。1917年5月，陆军模范营正式设立。1917年4月，陈炳焜调任广东督军，譚浩明接任广西督军，陆荣廷出任两广巡阅使。陆荣廷出身于巡防军，其部下过去也多为巡防军，排斥自军校毕业的学生。所以广西省到青年军官自保定陆军军官学校毕业之后，大多被广西省拒绝任用。如李品仙、廖磊、叶琪、何柱国等人，自军校毕业后只好赴湖南省或者关外任职。马晓军创办的陆军模范营，为自外地军校毕业的青年学生回广西省工作提供了途径。
马晓军被任命为模范营营长之后，以马军毅为营附，罗经为副官，黄旭初、朱为珍、曾志沂、苏端为连长，黄绍竑、白崇禧、夏威、周己任、徐启明、余志芳、张淦、梁朝玑、黄中聪等23人为连附，招考高小毕业的学兵600多人。凌压西、冯璜、马伟新等人获录取后，宣誓入营。此外，还自第一师抽调优秀士兵先期训练，充任班长。模范营的训练均仿效日本。
模范营第一期期满，恰逢护法战争兴起，马晓军率模范营随军援湘。模范营战功赫赫，受上级赏识。马晓军升任广西护国军副司令。马晓军乃建议广西督军谭浩明将模范营的官兵分调到各支旧军中充任教练，获谭浩明采纳，模范营的大部分干部及学生被分调各部队。同时，黄旭初升任营附，白崇禧、黄绍竑、夏威等人升任连长，马晓军则升为第一支队司令。
1919年冬，马晓军因率营援湘及回广西后剿匪立功，被任命兼任团长，增扩两个营的兵力，黄旭初、白崇禧任团附，黄绍竑升任模范营营长。但是，新拨的两个营均是陆荣廷的旧部。1920年，马晓军率部入广东省时，孙中山领导中国国民党推翻广东都督莫荣新（广西人），马晓军当时很想响应，但最终因这两营的阻挠而未果。后来马晓军率部回到广西梧州，该团营长向陆荣廷进谗言，陷害马晓军。马晓军获朋友在陆荣廷处疏通而免祸。但马晓军部因此被陆荣廷调驻百色，陆荣廷意图令马晓军不能接近广东与粤军勾结。

### 投奔国民党
1921年5月，孙中山在广州就任非常大总统。北洋政府方面的广西都督陆荣廷分三路进攻广东。广东派密使赴广西作内应，随后反攻广西。粤军进攻广西时，陆荣廷部的刘震寰、沈鸿英在梧州怀集倒戈，马晓军也在百色响应。陆荣廷被迫下野。广西被孙中山占领，马晓军被任命为广西田南道十三属警备司令，手下军队扩编为大营，内分两位统领：白崇禧任第一统领，黄绍竑任第二统领。夏威、韦云淞等人任营长。马晓军部队扩编尚未完成，1922年，粤军总司令陈炯明背叛非常大总统孙中山，将在广西的粤军调回广东。广西的陆荣廷旧部称“自治军”，乘机冒出，反对粤军。马晓军部奉广西省省长马君武之命，自百色调往南宁，帮助广西省政府与自治军对抗。
马晓军部由黄绍竑率领抵达南宁，在南宁见形势不妙，经黄绍竑建议，转而撤往灵山县。马晓军在此离开部队，与陈雄赴北海，后赴广州，部队由黄绍竑指挥。黄绍竑率部赴玉林，同李宗仁合作。
马晓军抵达广州后，被孙中山任命为陆海军大元帅大本营参军，此后曾任国民革命军总司令部高级参谋。1927年11月28日，任国民政府军事委员会办公厅主任，1928年3月13日免职。1928年11月13日，任国民政府军政部主任参事，任至1929年4月29日免职。
1929年3月27日，蒋桂战争爆发，此后新桂系失败。1930年8月21日，黄绍竑致电蒋介石“息兵和谈”。同年10月26日，李济深、陈铭枢鉴于黄绍竑、白崇禧等人均是马晓军的旧部，故请马晓军主持两广和平。同日，国民政府派马晓军自上海经香港转赴梧州收拾广西局面。
在广西，马晓军倡修武博公路，开广西省路政之先河。在南京，马晓军重建两广宾馆，为在南京的两广同乡的联谊场所。马晓军还在南京创办两广中学。抗日战争时期，马晓军在桂林居住，创办世界红十字会广西分会，为抗日战争救死扶伤募集许多资金。1940年5月25日，马晓军出任立法院立法委员。1948年，马晓军当选第1届立法委员。
1949年，马晓军迁居台湾。此后继续担任立法委员。马晓军还曾任侨务委员会委员。1959年2月23日夜，在探访白崇禧归来途中，马晓军被美军军车撞成重伤，送医院经抢救无效死亡，终年79岁。
马晓军的骨灰葬于陽明山管理局士林鎮（今臺北市士林區）大直山。白崇禧题写了《立法委员马翰东先生墓表》及《马晓军行状》。国葬举行时，蒋介石题词：“志业长昭”。1995年农历八月初四日，按照马晓军的遗愿，其骨灰迁葬家乡容县松山镇慈堂村高樱岭。

## 著作
- 《广西革命军发源之路》
- 《中国兵力之比较》[1]